# Бурихин, Игорь Николаевич
Игорь Николаевич Бурихин (родился в 3.11.1943) — русский поэт.
Носит фамилию и отчество своего отчима. Вырос в семье учителей, носит фамилию отчима. Жил в Старой Руссе, а в 1959 переселился в Ленинград, где окончил Ленинградский государственный институт театра, музыки и кинематографии.
В 1974 из политических соображений (в частности, он написал статью об Иосифе Бродском для пятитомника, подготовленного В. Марамзиным в самиздате, на суде над Марамзиным выступил в его поддержку) Бурихин не был допущен к защите законченной им диссертации о Б. Брехте. В последующие годы предпринял ряд поездок по стране (Средняя Азия, Сибирь и т. д.), нанимаясь помощником в геологические экспедиции или самостоятельно.
В 1978 вместе с женой Еленой Варгафтик эмигрировал в Вену, с 1979 живёт в Линдларе под Кёльном. В 80-е годы обратился к технике визуального и реализованного в других формах (коллаж) поэтического текста, выступал с чтениями и перформансами с текст-объектами. В соавторстве с женой перевел с немецкого «Лексикон русской литературы XX века» В.Казака (1988).
Бурихин

…стремится, вырвав цитату из контекста, к освобождению поэтического слова от унаследованных традиций. Его стихам свойственны парадоксальные сопоставления и необычные метафоры; Бурихин делает акцент на восприятии семантики слова, что сказывается, например, в частом наполнении новыми словами устойчивых словосочетаний. При этом мир сна, тьмы, вселенной органично вливается у Бурихина в мир одушевленных предметов и повседневной действительности, Стихотворение как целое является композицией фрагментов, связь между которыми определяется звучанием; стихи сохраняют хаос поиска, не предлагающий никакой гармонии. Стихи Бурихина обнаруживают постоянный спор поэта с самим собой, со своим бегством от действительности — в осознании того, что нет никакого убежища в земной жизни.

(В. Казак)

## Книги
- Мой дом слово, Paris, 1978
- Превращения на воздушных путях, Paris, 1981
- Куда же. Гамбург: Хор, 1986
- Ода Большой Медведице. Москва, 1991
- Графика. Перформанс. Инсталляции. М., 1992
- Мы на мертвой волне. М., 1992